# Радин, Леонид Петрович
Леони́д Петро́вич Ра́дин (9 [21] августа 1860, Раненбург — 16 [29] марта 1900, Ялта) — русский революционер, поэт, изобретатель. Автор музыки и стихов песни «Смело, товарищи, в ногу!» (1896).

## Биография
Его отец владел винокуренным заводом и мельницей.
После окончания Поливановской гимназии учился на физико-математических факультетах Московского (1879—1880) и Санкт-Петербургского (1884—1888) университетов. Учился у Д. И. Менделеева, который предложил ему тему для дипломной работы, связанную с винокурением.
В 1894—1895 годы он реконструировал аппарат для получения оттисков текста (эдисоновский мимеограф), которыми стали снабжать подпольные социал-демократические типографии. В 1895 году была издана и распространена среди рабочих книга Л. П. Радина (под псевдонимом — Яков Пасынков) «Простое слово о мудреной науке. Начатки химии».
В 1896 Радин Леонид Петрович — один из руководителей Московского «Рабочего союза». В 1896 году был арестован и сослан в Яранск Вятской губернии.
В 1900 году был освобождён, отправился поправлять здоровье в Крым, где вскоре и умер 16 (29) марта 1900 года. Был похоронен на Ауткинском кладбище, при ликвидации которого останки были перенесены на Поликуровское кладбище.

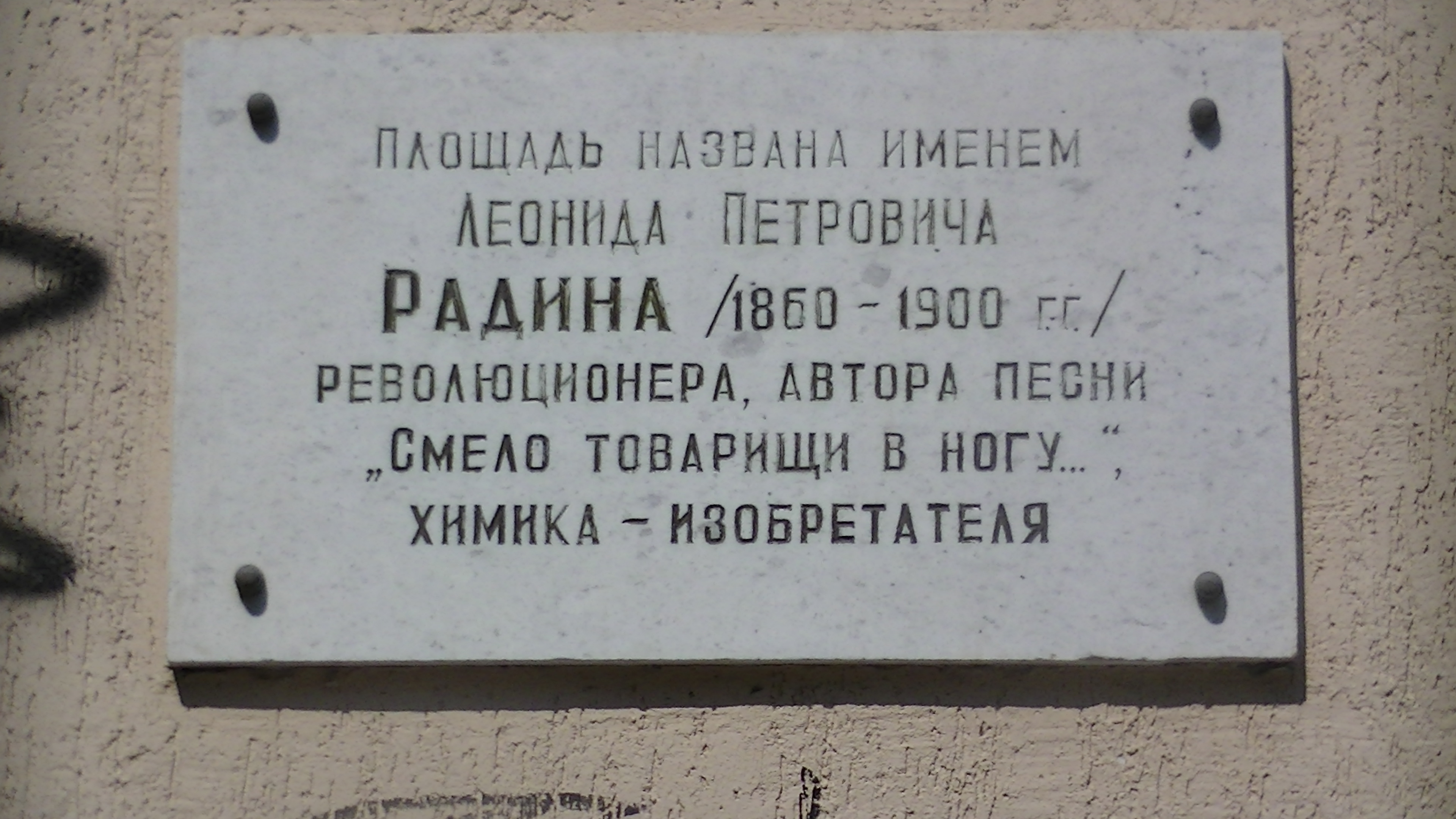
д. 12. Мемориальная доска Л. П. Радину в Ялте. Ул. Игнатенко, 12

Имя Радина носят улицы в Кирове, Яранске и сёлах Юсово и Кривополянье Липецкой области, расположенных неподалёку от его родного города Раненбурга (ныне — Чаплыгин).

## Сочинения
- Простое слово о мудреной науке : (Начатки химии) / [Соч.] Якова Пасынкова [псевд.]. — Москва : изд. кн. скл. П. К. Прянишникова, 1895. — 336 с.